# Valle de Camarones
El valle de Camarones es un valle ubicado en el extremo sur de la Región de Arica y Parinacota, al norte de Chile.
Sus haciendas agrícolas se encuentran en torno al río Camarones, que le da el nombre al valle, con cultivos de maíz, cebolla, ajo y alfalfa forrajera. Bordeando el río, se observan acantilados. El valle concluye en el océano Pacífico, al noreste de la playa de Caleta Camarones.